# Phelotrupes laevistriatus
Phelotrupes laevistriatus är en skalbaggsart som beskrevs av Victor Ivanovitsch Motschulsky 1857. Phelotrupes laevistriatus ingår i släktet Phelotrupes och familjen tordyvlar. Inga underarter finns listade i Catalogue of Life.